# Пула
Вижте пояснителната страница за други значения на Пула.
Пула (на хърватски: Pula, на италиански: Pola) е пристанищен град в Хърватия на Адриатическо море. Пула е с население от 62 080 жители (2005 г.) и обща площ от 51,65 km². Намира се на 30 m н.в.. От XIX век до Първата световна война Пула е била главното пристанище на австро-унгарската военноморска флота.

## Население
Пула е най-големият град в област Истрия. Населението на общината е 90 000, а самият град има 62 080 жители (2005). Други селища в рамките на общината са: Барбан (2802 жители), Фажана (3050 жители), Лижнян (2945 жители), Марчана (3903 жители), Медулин (6004 жители), Светвинченат (2218 жители) и Воднан (5651 жители).
Мнозинството от гражданите са хървати, съставляващи 71,45% от цялото население. Останалите етноси са: 3415 сърби (5,83%), 2824 италианци (4,82%), 980 бошняци (1,67%) и 731 определящи се като словенци (1,25%).

## География и климат
Градът е разположен на адриатическото крайбрежие на полуостров Истрия в подножието на седем хълма във вътрешната част на дълбок залив. По този начин Пула представлява добре защитено пристанище (дълбочината достига 38 m). Заливът е отворен на северозапад от две места, едното директно към морето а другото през канала Фажана.
Днешната географска площ на града възлиза на 5165 хектара, като 4159 от тях са от сушата и 1015 хектара морска територия.
Защитен от север от Алпите, както и от вътрешните истрийски възвишения, районът има средиземноморски мек климат. Най-високата средна температура през Август е 24 °C, а най-ниска средна през януари 5 °C.
В града се наблюдават два основни типа ветрове – бора, донасящ студено и ясно време през зимата, и южнякът юго, донасящ дъжд през лятото.
| Месец                              | Яну | Фев | Мар | Апр | Май | Юни | Юли | Авг | Сеп | Окт | Ное | Дек | Годишно |
| ---------------------------------- | --- | --- | --- | --- | --- | --- | --- | --- | --- | --- | --- | --- | ------- |
| Средни максимални температури (°C) | 10  | 10  | 13  | 16  | 21  | 25  | 28  | 28  | 24  | 20  | 14  | 10  | 18,25   |
| Средни минимални температури (°C)  | 2   | 2   | 4   | 8   | 12  | 16  | 18  | 18  | 15  | 12  | 7   | 4   | 9,8     |
| Средни месечни валежи (mm)         | 78  | 64  | 65  | 70  | 56  | 53  | 48  | 75  | 85  | 85  | 80  | 112 | 72,6    |
| Източник                           |     |     |     |     |     |     |     |     |     |     |     |     |         |

## История

### Праистория
Свидетелства за присъствието на Homo erectus (изправен човек) от преди 1 милион години по тези места са открити в пещерата Сандаля край Пула. Керамични изделия от Новокаменната епоха (Неолит 6000 – 2000 пр. Хр.) свидетелстващи за човешко заселване също са открити в околностите на града. През Бронзовата ера (1800 – 1000 пр. Хр.) в Истрия се появяват нов тип селища, наречени gradine или „укрепени хълмове“. Открити са много предмети от късната бронзова епоха, изработени от кости – инструменти за шлифоване, за пробиване, шивашки игли и др. Открити са също и бронзови украшения. Типът на находките от този период кореспондира с подобни такива от поречието на река Дунав. Обитателите на Истрия от Бронзовата епоха са известни като прото-илири.
На база на археологически разкопки са датирани селища от Х век пр. Хр. Намерените древногръцка керамика и част от статуя на Аполон са атестат за присъствието на гръцката култура по тези земи. Гръцка следа е намесена и в приписването на основаването на град Polai (Полай) на колхидите. Колхидите преследвали Язон в северна Адриатика, но изправени пред невъзможността да го хванат, се заселили на това място, наричайки го Полай, което означава „град на убежището“.

### Античност
През класическата античност районът е населяван от хистри (илирийско племе), което е записано от Страбон. Полуостров Истрия е завладян от римляните през 177 г. пр. Хр., започвайки период но романизацията му. Градът е издигнат в ранг на колония през 46 – 45 г. пр. Хр., по времето на Юлий Цезар, като десети регион от Римската империя. През този период селището нараства, достигайки в зенита си население от 30 000 жители. Градът се превръща във важно римско пристанище с обширна околия под неговата юрисдикция. По време на гражданската война от 42 г. пр. Хр. между триумвирата Октавиан, Марк Антоний и Лепид срещу убийците на Юлий Цезар – Марк Юний Брут и Касий, градът взема страната на Касий след като е бил основан от неговия брат Квинт Касий Лонгин. След победата на Октавиан градът е разрушен, но скоро след това е издигнат наново по искане на дъщеря му Лулия. Тогава е наречен Colonia Pietas Iulia Pola Pollentia Herculanea. Извършено е мащабно строителство. Между 27 г. пр. Хр. и 68 г. сл. Хр. е построена великата Арена Пула, голяма част от която е запазена и до днес. Изгражда се канализация и водоснабдяване. Градът е укрепен с крепостна стена с десет порти. Малко от тях са запазени: Арката на Сергий, портата на Херкулес и Двойната порта.
Пула е мястото на екзекуцията на Констанций Гал. По времето на император Септимий Север името на селището е променено на Res Publica Polensis. През 425 г. сл. Хр. градът става център на епископия, за което свидетелстват остатъци от основите на няколко религиозни сгради.

### Средновековие
След падането на Западната Римска Империя, регионът е нападнат от остготите. Пула на практика е опустошена от германския генерал Одоакър през 476 година. Градът е във владение на Остготите от 493 г. до 538 г., след което преминава под управлението на Равенската Екзархия. През този период Пула просперира отново и става главно пристанище на Византийската флотилия и съществена част от Византийската империя. Базиликата Санта Мария Формоза е построена по това време.
Първата поява на славяните по тези земи е датирана от VII век. Те реално никога не се заселват в града, което запазва неговия романски дух. Историята на Пула и Истрия продължават своя бурен ход, рефлектиран от стратегическото им положение и местенето на границите на европейските сили.
От 788 г. Пула преминава във владение на кралството на франките и Карл Велики. Тогава се въвежда феодалната система. Градът става седалище на графа на Истрия до 1077 г. През 1148 г. Пула е превзета от венецианците и през 1150 г. градът се заклева във вярност към Венецианската република. От този момент съдбата на града е обвързана в продължение на векове с венецианското владичество. През 1192 г. за кратко Пула е завладяна от пизанците но скоро след това Венеция си връща притежанието.

## Забележителности
Градът е добре известен с останките от древноримски сгради. Най-прочут от тях безспорно е амфитеатърът от I век, който е сред шестте най-големи оцелели римски арени в света. Амфитеатърът е много добре запазен и се използва и днес за летните филмови фестивали, както и за концерти на открито. По време на Втората световна война италианската фашистка администрация замисля арената да бъде демонтирана камък по камък, за да се пренесе в Италия. Начинанието е изоставено, след като се разбира цената за осъществяването му.
Други две забележителни и добре запазени останки от римско време са триумфалната арка от I век – Арката на Сергий и Храмът на Август от същата епоха, който е разположен на форума при управлението на император Август.
Форумът на Август е изграден през първи век пр. Хр. в близост до морския бряг. Този римски търговски и административен център на града остава главен площад на класическа и средновековна Пула. Площадът е сърцето на града и в наши дни заедно с издигащия се в северозападния му край Храм на Август.
По римско време тук е имало три храма: един централен храм и два храма-близнаци, посветени на Август и Диана, разположени от двете му страни. Централният храм бил посветен на трите най-важни богове в Древен Рим: Юпитер, Юнона и Минерва, наричани „Капитолийска Триада“. От трите храма напълно е съхранен само храмът на Август. От храма на Диана е запазена само задната му стена, която била използвана при строителството на сградата на Кметството в 13 век.
Два римски театъра устояват на разрухата на времето. По-малкият, с диаметър на кръга 50 m (от II век), се намира близо до центъра, а по-големият, с диаметър на кръга 100 m (от I век сл. Хр.) е в южния край на града.

## Култура
Като резултат от богатата си политическа история, Пула е град на колоритна смесица от култури и езици. Тук се преплитат Средиземноморието и Централна Европа, древността и съвремието. Архитектурата на Пула отразява тези исторически наслоявания. Местните жители като правило владеят чужди езици, най-вече италиански, но също немски и английски. От 30 октомври 1904 г. до март 1905 г. в
Пула живее световноизвестният ирландски писател Джеймс Джойс. Той преподавал английски език в училище Берлиц на военноморски офицери от Австро-Унгария, които били настанени в местната корабостроителница. Докато е в Пула, Джойс организира разпространяването на своята сатирична балада за Уилям Бътлър Йейтс и Джордж Ръсел.

## Спорт
- Футбол – НК Истра 1961 и НК Истра
- Волейбол – ОК ОТР Банка Пула
- Хандбал – РК Арена
- Баскетбол – КК Стоя и КК Истра
- Плуване – СК Арена
- Джудо – ДК Истърски борац и ДК Пулафит
- Гребане – Истра

## Близки градчета и селища
- Бале/Вале
- Баноле
- Барбан/Барбана
- Бриюни/Бриони
- Фажана/Фасана
- Галижана/Галесано
- Лижнан/Лисинано
- Медулин/Медулино
- Помер/Померо
- Премантура/Промонторе
- Шишан/Сисано
- Щинан/Щинано
- Валтура/Алтура
- Воднан/Динано
- Винкуран

## Личности
Родени
- Алида Вали (1921 – 2006), италианска киноактриса
- Масимо Демарин, хърватски колоездач

## Побратимени и партньорски градове

### Побратимени
- Вараждин, Хърватия (1979)
- Верона, Италия (1982)
- Вилфранш де Руерг, Франция
- Грац, Австрия (1972, партньорство от 1961)
- Имола, Италия (1972)
- Кран, Словения
- Трир, Германия (1971)
- Хекинан, Япония (2007)
- Чабар, Хърватия (1974)

### Специално съдружие
- Велес, Северна Македония
- Новоросийск, Русия
- Сегед, Унгария

### Силни взаимовръзки и приятелски отношения
- Бърно, Чехия
- Виена, Австрия
- Печ, Унгария
- С някои градове от Щирия, Австрия

## Галерия
- Панорама на града
- Катедрала
- Двойната врата
- Златната врата
- Храмът на Август
- Форт Богино
- Корабостроителни-цата Uljanik